# Partit Socialisme i Llibertat
El Partit Socialisme i Llibertat (portuguès: Partido Socialismo e Liberdade, abreujat PSOL) és un partit polític brasiler d'esquerres. El partit es defineix com a socialista i democràtic. El logo del partit va ser dissenyat pel carismàtic dibuixant Ziraldo Alves Pinto. El 14 de març de 2018 la regidora de Rio de Janeiro, Marielle Franco, fou assassinada a trets al centre de la ciutat després de participar en una taula rodona sobre feminisme, crim l'autoria del qual resta per esclarir.

## Història
Va ser fundat el 2004 per antics membres del Partit dels Treballadors (PT) de l'ala radical i que havien estat expulsat un any abans per oposar-se al «gir al centre» que havia adoptat el primer govern Luiz Inácio Lula da Silva. Les principals figures dissidents van ser Heloísa Helena, Babá, Luciana Genro o João Batista.
El PSOL va tenir alguns problemes a l'hora del registre, ja que en el primer intent només es van reconèixer 450.000 de les 700.000 signatures presentades. El partit va créixer després de l'escàndol de les mensualitats del govern de Lula da Silva. Aquest escàndol va atreure al PSOL a polítics desencantats amb la moderació del PT i la corrupció existent al si del govern.
En les eleccions presidencials del 2006 el PSOL va triar Helena com a candidata a presidenta, amb César Benjamin com a vicepresident. Aquesta candidatura va quedar en tercer lloc amb el 6,85% dels vots. En les eleccions de 2010, Plinio Arruda va obtenir el 0,87% (888.000 vots). En les eleccions presidencials de 2014, la candidata del PSOL, Luciana Genro va obtenir l'1,55% dels vots (1,6 milions). En les de 2018, el candidat va ser Guilherme Boulos, assolint el 0.58% dels vots (617.122).
La nova llei electoral brasilera, que restringeix la capacitat dels partits minoritaris, va comportar la creació de diverses coalicions. El PSOL va unir forces amb el partit Rede Sustentabilidade (fundat per Marina Silva i Heloísa Helena el 2013). La nova coalició, PSOL-Rede, va decidir no presentar cap candidat a les presidencials de 2022 i donar el seu suport a la campanya de Lula da Silva. En les generals, la formació va obtenir un total de 14 congressistes.

## Resultats electorals

### Eleccions legislatives
| Any  | Cambra de Diputats | Cambra de Diputats | Cambra de Diputats | Cambra de Diputats | Senat Federal | Senat Federal | Senat Federal | Senat Federal | Govern             |
| Any  | Vots               | %                  | Escons             | +/–                | Vots          | %             | Escons        | +/–           | Govern             |
| ---- | ------------------ | ------------------ | ------------------ | ------------------ | ------------- | ------------- | ------------- | ------------- | ------------------ |
| 2006 | 1,149,619          | 1.23%              | 3 / 513            | Nou                | 351,527       | 0.42%         | 1 / 81        | Nou           | Oposició           |
| 2010 | 1,142,737          | 1.18%              | 3 / 513            | =                  | 3,041,854     | 1.78%         | 2 / 81        | 1             | Oposició           |
| 2014 | 1,745,470          | 1.79%              | 5 / 513            | 2                  | 1,045,275     | 1.17%         | 1 / 81        | 1             | Suport (2014-16)   |
| 2014 | 1,745,470          | 1.79%              | 5 / 513            | 2                  | 1,045,275     | 1.17%         | 1 / 81        | 1             | Oposició (2016-18) |
| 2018 | 2,783,669          | 2.83%              | 10 / 513           | 5                  | 5,273,853     | 3.08%         | 0 / 81        | 1             | Oposició           |
| 2022 | 3,852,246          | 3.52%              | 12 / 513           | 2                  | 675,244       | 0.68%         | 0 / 81        | =             | Coalició           |

1. ↑  Coalició amb REDE (Xarxa de Sostenibilitat).